# دوروثي بليس
دوروثي بليس (بالإنجليزية: Dorothy Bliss)‏ هي عالمة قشريات ‏ أمريكية، ولدت في 13 فبراير 1916 في كرانستون في الولايات المتحدة، وتوفيت في 26 ديسمبر 1987 في Rhode Island Hospital ‏ في الولايات المتحدة.